# 마르쿠스 헬네르
칼 마르쿠스 요아킴 헬네르(스웨덴어: Carl Marcus Joakim Hellner, 1985년 11월 25일~)는 스웨덴의 크로스컨트리 스키 선수이다. 올림픽에 3회 참가했으며 2010년 동계 올림픽에서 금메달 2개(30km 스키애슬론, 계주)를 획득했고 2014년 동계 올림픽에서 은메달 2개(30km 스키애슬론, 계주)를 획득했다. 